# Ça m'énerve
Ça m'énerve è il singolo d'esordio di Helmut Fritz.
È stato pubblicato il 16 marzo 2009 in tutta l'Europa ed è stato estratto dall'album di debutto del cantante francese, En observation. Il singolo ha riscosso un buon successo in tutto il continente ma particolarmente in Francia, dove ha raggiunto la prima posizione della classifica dei singoli. Buoni risultati anche nelle classifiche di Belgio e Svizzera, mentre è arrivato terzo nella classifica generale europea dei singoli.

## Tracce
CD single
1. Ça m'énerve (radio edit) - 3:38
2. Ça m'énerve (extended mix) - 5:54
3. Ça m'énerve (cip dub mix) - 5:17
4. Biography Bideo (bonus) - 4:30
5. Ça m'énerve (Music Video) - 3:46

Digital download
1. Ça m'énerve (radio edit) - 3:38
2. Ça m'énerve (extended mix) - 5:54
3. Ça m'énerve (cip dub mix) - 5:17
4. Ça m'énerve (Music Video) - 3:46

## Classifiche
| Classifica (2009)                | Posizione raggiunta |
| -------------------------------- | ------------------- |
| Belgian (Flanders) Singles Chart | 21                  |
| Belgian (Wallonia) Singles Chart | 3                   |
| Eurochart Hot 100                | 3                   |
| French SNEP Singles Chart        | 1                   |
| French SNEP Digital Chart        | 1                   |
| Swiss Digital Chart              | 8                   |